# Disney+ Hotstar
Disney+ Hotstar (także Hotstar) – indyjska platforma umożliwiająca dostęp do mediów streamingowych na życzenie. Należy do Star India.
Serwis został uruchomiony w 2015 r. jako Hotstar. Od marca 2020 funkcjonuje pod nazwą Disney+ Hotstar. We wrześniu 2020 r. platforma została wprowadzona na rynek indonezyjski. W Malezji serwis zadebiutował 1 czerwca 2021 roku.
W 2020 r. usługa Disney+ Hotstar miała ok. 8 mln abonentów.